# KT133
| VIA KT133                                                     | VIA KT133              |
| ------------------------------------------------------------- | ---------------------- |
|                                                               |                        |
| Материнская плата Chaintech 7AJA2E-F100A на чипсете VIA KT133 |                        |
| Поддержка ЦП                                                  | Athlon Athlon XP Duron |
| Поддержка сокета                                              | Socket A               |
| Предшественник                                                | отсутствует            |
| Преемник                                                      | KT266                  |

KT133 — чипсет для материнской платы, выпущенный фирмой VIA в 2000 г. Чипсет поддерживал процессоры Athlon и Duron Socket A с частотой системной шины 100 МГц. и SDRAM-память стандартов PC100 и PC133. Впоследствии был выпущен чип KT133A, имевший поддержку шины 133 МГц. 
В 2000 году фирма AMD выпустила процессоры Athlon и Duron в новом конструктиве Socket A. Но материнских плат для них не хватало. Выпущенный сравнительно малой партией чипсет AMD750 обладал довольно скромными характеристиками. Поэтому появление KT133, поддерживавшего AGP 4x и UDMA-100 резко подняло интерес к этим процессорам. Некоторые материнские платы ряда ведущих вендоров основанные на КТ133 имели поддержку шину 133 МГц и после прошивки новой версией BIOS были способны работать с соответствующими процессорами Athlon.
Впоследствии в мае 2001 года, фирма VIA выпустила чипсет КТ133А, поддерживающий шину 133 МГц, который стал самым массовым чипсетом для процессоров AMD. Этот чипсет иногда называли «лебединой песней VIA». Некоторые поздние модели плат на этом чипсете (например, Gigabyte) поддерживали и процессоры Athlon XP. 
Кроме того, выпускались чипсеты KM133 с интегрированным видеоядром ProSavage и KLE133 с видеоядром CyberBlade (AGP 2х) от Trident. Причём KLE133 — это, по выражению VIA, "cost-effective solution", у него отсутствует даже AGP-слот, есть лишь встроенный видеоадаптер.